# Chim thiên đường hoàng đế
Chim thiên đường hoàng đế (danh pháp hai phần: Paradisaea guilielmi) là một loài chim thuộc họ Chim thiên đường (Paradisaeidae).. Đây là loài đặc hữu của Papua New Guinea. Nó phân bố trong các khu rừng đồi của bán đảo Huon. Chế độ ăn uống bao gồm chủ yếu các loại trái cây, quả sung và động vật chân đốt.

## Mô tả
Loài chim này có màu vàng và nâu với một mống mắt màu đỏ nâu, mỏ màu xanh xám và chân màu nâu tía. Thân dài 33 cm. Con trống có khuôn mặt và cổ họng xanh ngọc lục bảo tối rộng, hai dây đuôi rất dài. Con mái gần như tương tự với nam giới, nhưng có một bộ lông toàn màu nâu, kích thước nhỏ hơn và không có lông trang trí.
Tên loài chim này là tưởng niệm vị Hoàng đế cuối cùng Đức và vua của Phổ, Wilhelm II của Đức. Tháng 1 năm 1888, chim thiên đường hoàng đế là loài chim thiên đường cuối cùng được phát hiện bởi Carl Hunstein, người cũng được tìm thấy chim thiên đường lam trên hành trình của mình. 
Do mất nơi sống đang diễn ra, phạm vi giới hạn và săn bắt quá mức trong một số khu vực, chim thiên đường hoàng đế được đánh giá là gần bị đe dọa trong Danh sách đỏ của IUCN. Nó được liệt kê trong Phụ lục II của Công ước CITES.